# Route nationale 22 (Belgique)
Pour les articles homonymes, voir N22 et Route nationale 22.
La route nationale 22 est une route qui prolonge la.route pour automobiles route A201 (Belgique) et qui va jusqu'au ring belge R21. La vitesse limite est en général de 50 à 90 km/h.